# Kiwicythere vulgaris
Kiwicythere vulgaris är en kräftdjursart som först beskrevs av McKenzie och Swanson 1981.  Kiwicythere vulgaris ingår i släktet Kiwicythere och familjen Limnocytheridae. Inga underarter finns listade i Catalogue of Life.